# Frank Matano

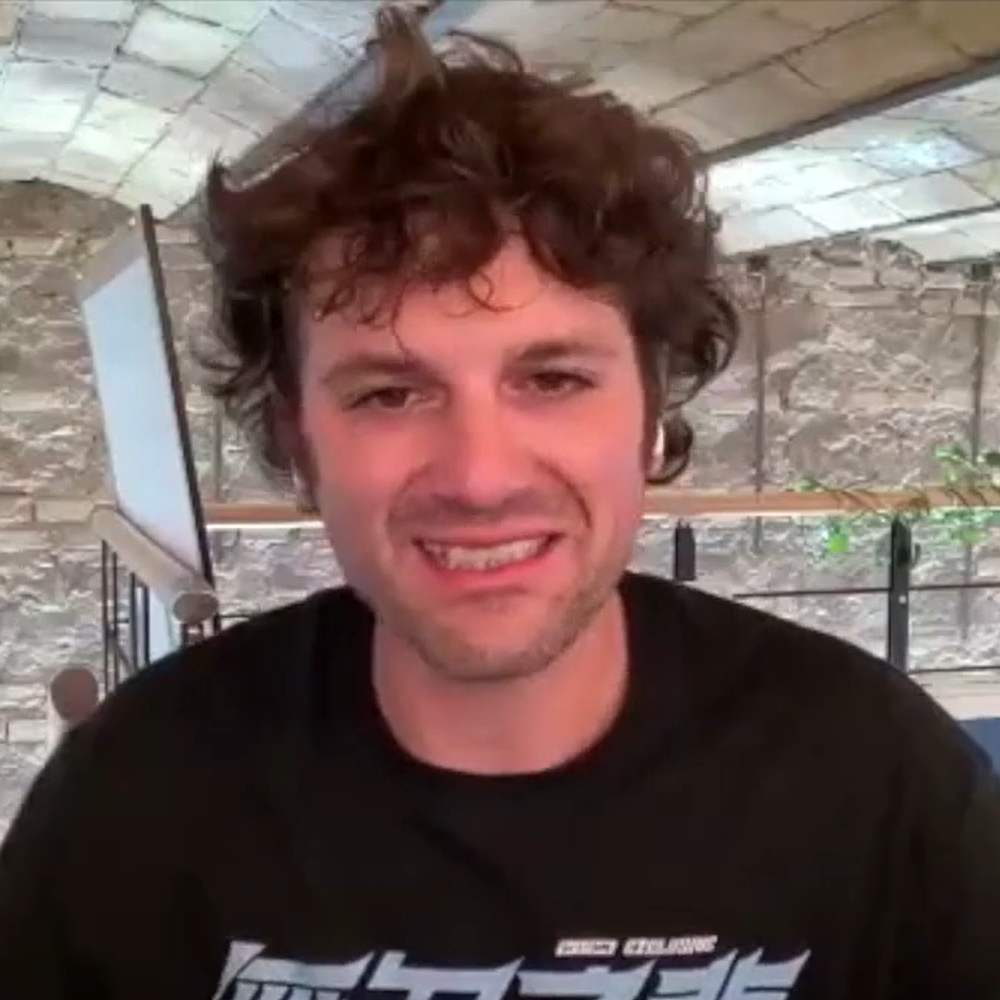
Frank Matano, 2024

Francesco „Frank“ Matano (* 14. September 1989 in Santa Maria Capua Vetere) ist ein italienischer Schauspieler, Komiker, Moderator, YouTuber, Synchronsprecher und Drehbuchautor.

## Leben und Wirken
Frank Matano wuchs in Carinola (Kampanien) als Sohn eines italienischen Vaters und einer US-amerikanischen Mutter auf. Seine Jugend verbrachte er in den USA. Dort absolvierte er seinen High-School-Abschluss in Cranston (Rhode Island) und begann ein Studium, das er jedoch wieder abbrach.
Eine große Bekanntheit erlangte er in Italien ab 2008 durch seine auf YouTube hochgeladenen Videos. Dort führte er Experimente und Telefonstreiche durch. Matano ist der erste YouTuber, welcher in Italien mit seinem eigenen Kanal mehr als eine Million Abonnenten hatte.
Seit 2009 ist Matano als Schauspieler tätig. Er wirkte in einigen Filmen und Fernsehserien mit. Er hatte im italienischen Fernsehen in mehreren Sendungen bzw. Comedy-Formaten mitgewirkt. Daneben tritt er auch als Stand-up-Comedian auf. Seit 2015 (ab der 6. Staffel) ist er Jury-Mitglied der Castingshow Italia's Got Talent (die italienische Version von Das Supertalent). Als Synchronsprecher lieh Matano verschiedenen Figuren in Zeichentrickserien wie beispielsweise South Park oder in Zoomania seine Stimme. Zudem ist er als Drehbuchautor für Fernsehformate aktiv.

## Filmografie (Auswahl)
- 2009: I Pantellas (Fernsehserie)
- 2012: Lost in Google (Fernsehserie)
- 2012: Apocalypse Guy
- 2013: Fuga di cervelli
- 2018: Sono Tornato
- 2019: Bananya (Fernsehserie)
- 2022: The Bad Guy (Fernsehserie)